# (7200) 1994 NO
A (7200) 1994 NO a Naprendszer kisbolygóövében található aszteroida. Spahr, T. B. fedezte fel 1994. július 8-án.